# Sandön, Luleå

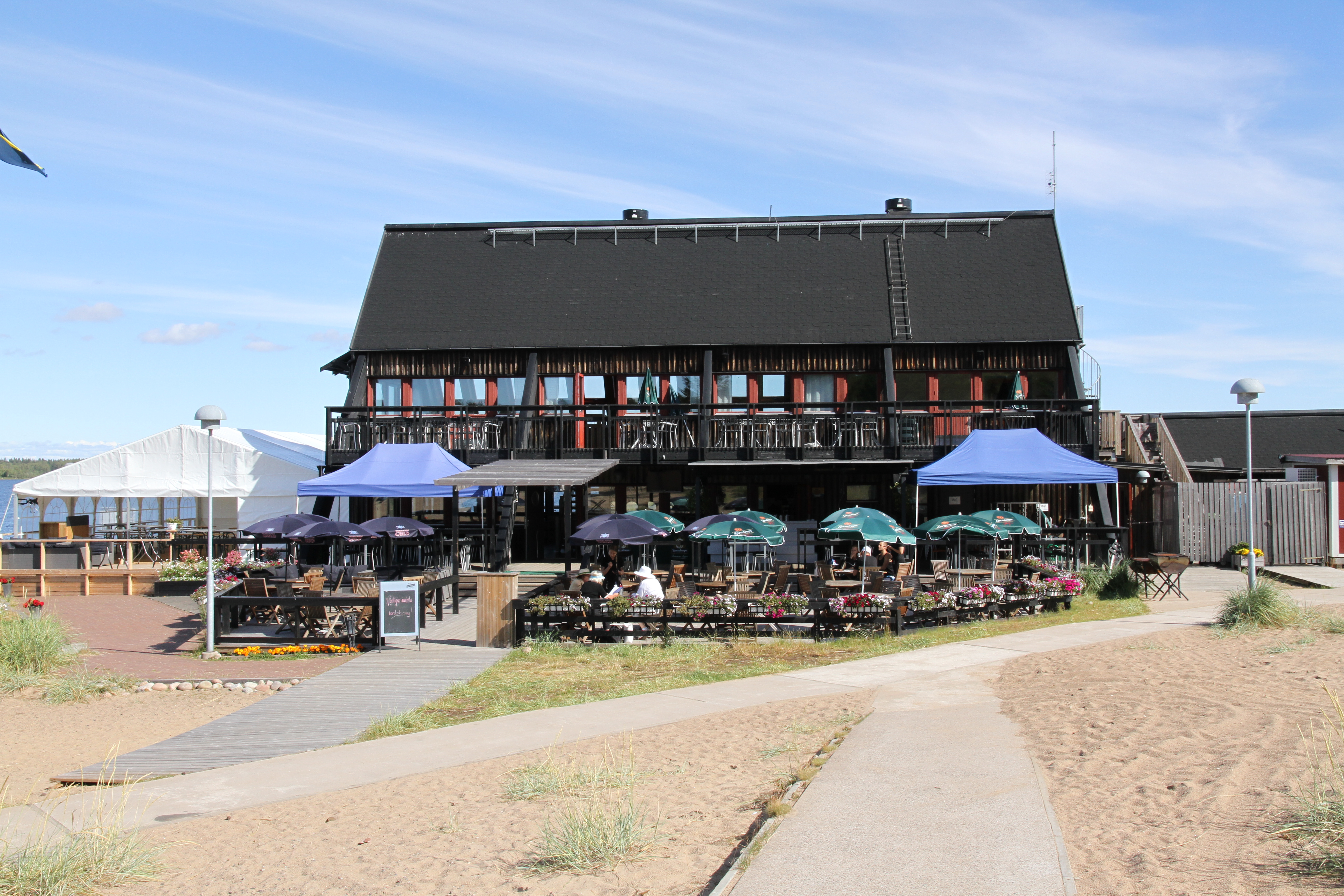
Restaurangen vid Klubbviken, Luleå 2012

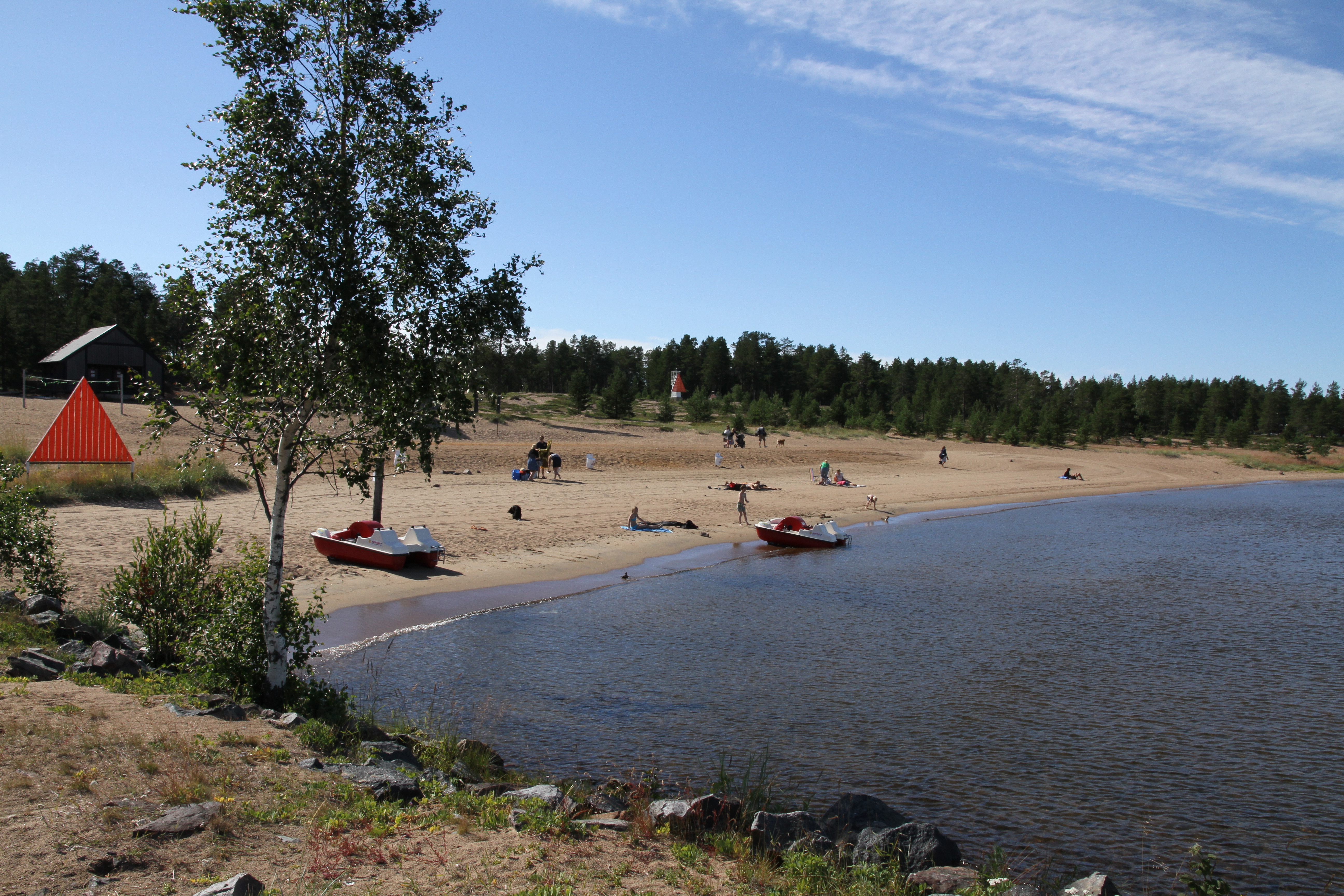
Stranden vid Klubbviken, Luleå 2012

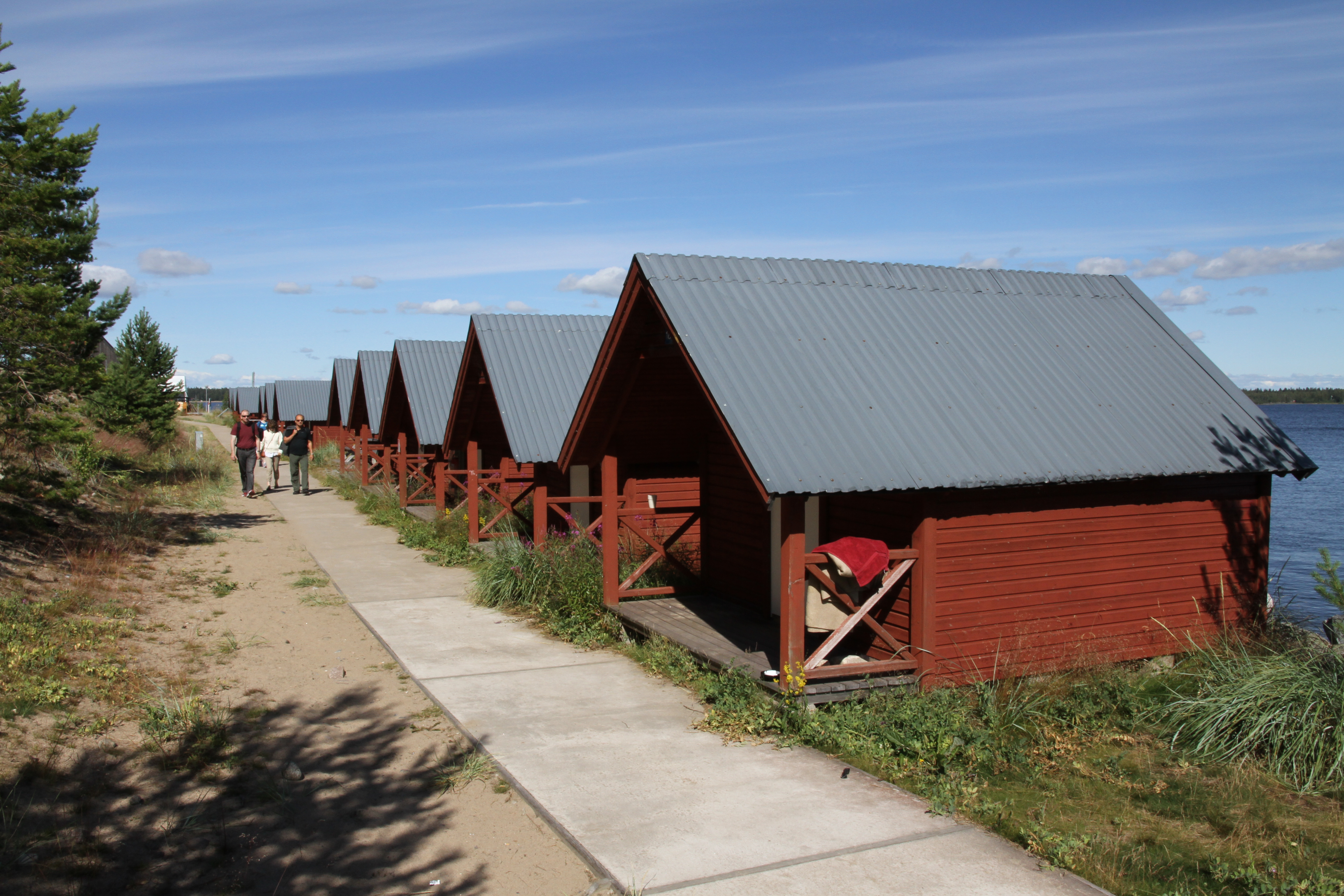
2-bädds stugor vid Klubbviken, Luleå 2012

Sandön är belägen i Lule älvs utlopp i Bottenviken och är den största ön i Lule skärgård. Sandön saknar förbindelse med fastlandet, förutom under vintermånaderna då Luleå kommun ordnar en isväg.
Mitt på ön finns naturreservatet Stenåkern och i sydväst reservatet Tallinsudden.

## Historia
Sandön har varit bebodd sedan slutet av 1700-talet, jordbruk bedrevs på ön fram till 1997. Ön har historiskt haft stor betydelse för sjöfarten och 1852-1945 gjordes stora insatser för att muddra Tjuvholmssundet nordost om Sandön för att möjliggöra seglation med malmbåtar genom sundet.
Sandön har historiskt tillhört Nederluleå socken och införlivades i Luleå stad 1959 på grund av de dåvarande planerna på en ny malmhamn vid en av Sandöns vikar, Klubbviken. Det beslöts dock att i stället bygga en ny malmhamn i samma läge som den gamla, på Svartölandet (en ny hamn längre ut på Svartölandet invigdes 1996). I Klubbviken byggdes därefter en rekreationsanläggning. Det har till och från diskuterats att bygga bostadsområden på Sandön.
Likskäret nordöst om Sandön kom under 1900-talet att växa ihop med Sandön, men på 1960-talet drogs Sandöleden fram mellan öarna och en ny kanal drogs fram mellan öarna och delade dem på nytt.
Vid folkräkningen 1960 (befolkning enligt den 1 november 1960) hade ön 18 invånare och omfattade en areal av 25,87 km², varav 25,69 km² land. 2012 fanns 56 bofasta på ön, som omfattar 24,72 km² land.
Under 2017 lade Skanova ner det kopparbaserade telenätet på ön.